# Daría i Mercedes Buxadé

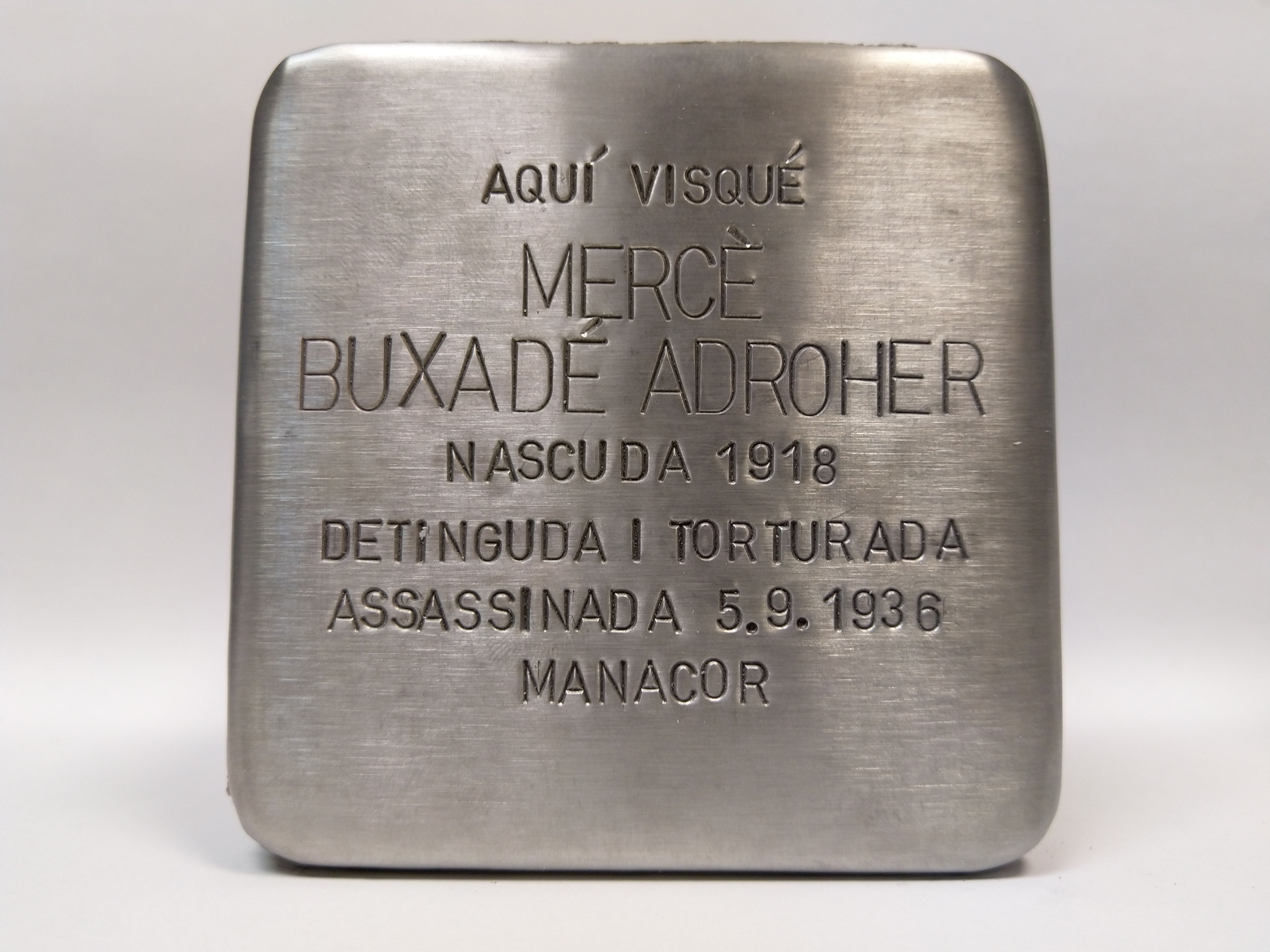
Stolpersteine de Mercè Buxadé

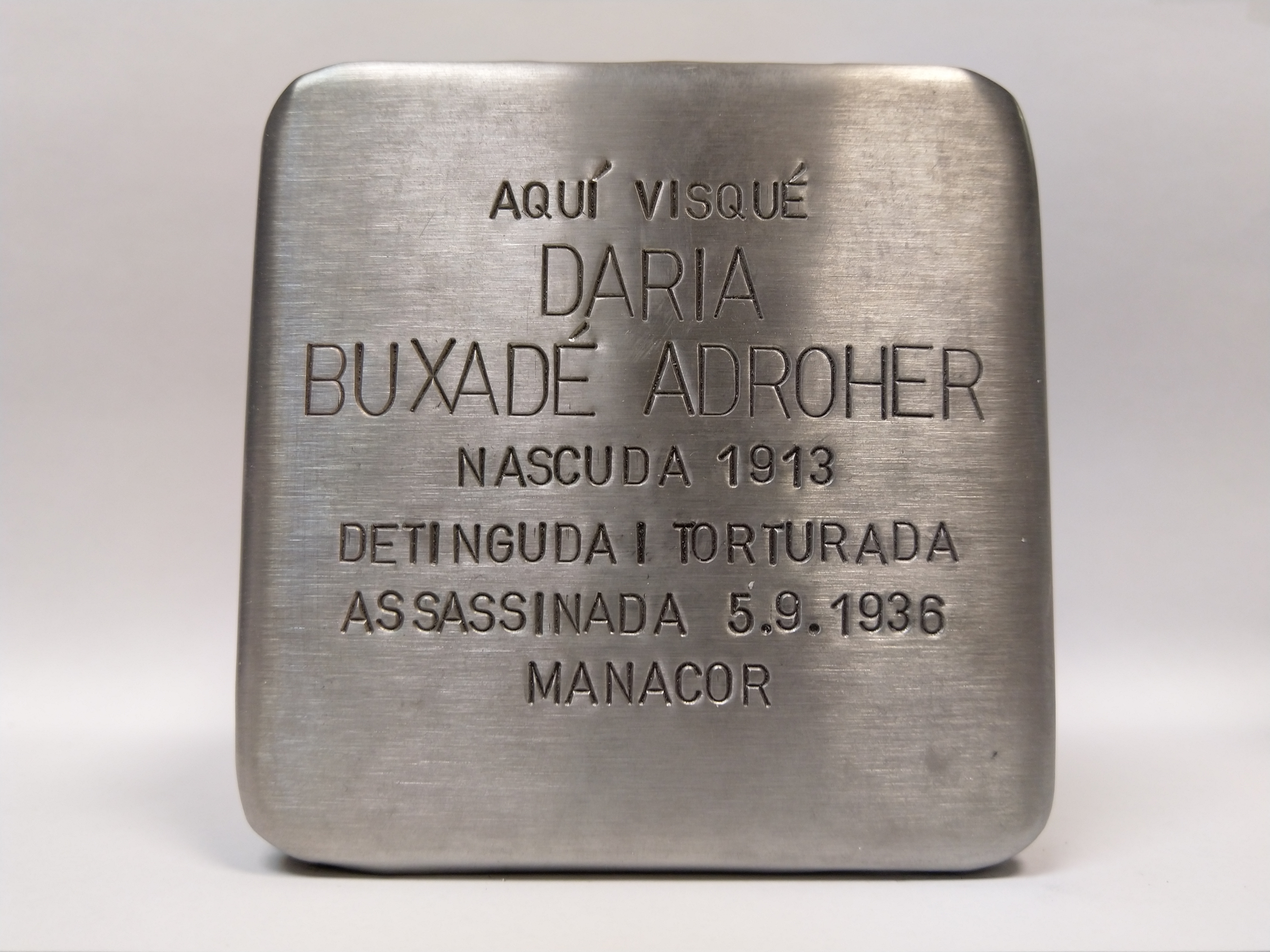
Stolpersteine de Daria Buxadé

Daría i Mercedes Buxadé Adroher (Mèxic) van ser dues germanes milicianes del batalló femení del PSUC, assassinades a Manacor el setembre del 1936.
Joan Buxadé i Maria Adroher es van casar joves i van anar a Mèxic a fer diners gràcies als seus coneixements en pastisseria. El 1920 van tornar al seu poble natal de Santa Coloma de Farners amb els seus set fills. Set anys després es van traslladar a Barcelona sense una de les filles, que es quedà a Santa Coloma. Les dues filles, Daria i Mercedes, van estudiar a un col·legi de monges a la capital catalana.
Amb l'inici de la guerra civil, van decidir apuntar-se a les milícies per combatre el feixisme, en concret a l'expedició de Mallorca. Es van apuntar com a infermeres de la Creu Roja. Daria tenia 22 anys i Mercedes 18. Van ser dues de les cinc milicianes de Barcelona que el 16 d'agost del 1936 es van embarcar en un vaixell que anava a Maó juntament amb 30 milicianes i 400 milicians antifeixistes. Liderats pel general Alberto Bayo volien alliberar l'illa del feixisme. Bayo va rebre l'ordre de retirada i es va desentendre d'alguns milicians. El grup de cinc dones va ser fotografiada amb braçalets de la Creu Roja pels franquistes abans d'acabar essent torturades, violades i afusellades a Manacor el 4 de setembre del 1936 al cementiri de Son Coletes. El diari que una d'elles va escriure s'anomena Diario de una miliciana i no se sap quina de les dones el va escriure. Al grup de les cinc milicianes també hi havia Teresa Bellera Cemeli i Maria García. L'autora del diari és de nom desconegut.
El 2018 es va estrenar el documental Milicianes al Rívoli, la història de les cinc dones, que es va emetre al Sense ficció de TV3.